# Акназаров Зекерія Шарафутдинович
Зекерія Шарафутдинович Акназаров (нар. 22 серпня 1924, хутір Ямашево Зілаїрського кантону, тепер Баймацького району Башкортостану, Російська Федерація — 2 квітня 2000, місто Уфа, Башкортостан, Російська Федерація) — радянський державний діяч, голова Ради міністрів Башкирської АРСР. Член Центральної Ревізійної комісії КПРС у 1966—1971 роках. Депутат Верховної Ради Башкирської АРСР 4—11-го скликань. Депутат Верховної Ради Російської РФСР 10—11-го скликань. Депутат Верховної Ради СРСР 6—9-го скликань.

## Життєпис
Народився в селянській родині.
У 1940 році закінчив Темясовське педагогічне училище Башкирської АРСР.
З 1941 по 1942 рік працював вчителем Мурзеєвської початкової школи Баймацького району Башкирської АРСР.
22 серпня 1942 — 1945 року — в Червоній армії. Службу проходив в місті Уфі, на фронті не воював.
Член ВКП(б) з 1945 року.
З 1945 року — 2-й секретар Баймацького районного комітету ВЛКСМ Башкирської АРСР.
У 1948 році закінчив Свердловську міжобласну партійну школу.
У 1948—1949 роках — інструктор, заступник завідувача відділу, в 1949—1950 роках — секретар, у 1950—1951 роках — 2-й секретар Башкирського обласного комітету ВЛКСМ.
У 1950 році закінчив заочно Башкирський державний педагогічний інститут імені Тімірязєва.
У 1951—1954 роках — 1-й секретар Башкирського обласного комітету ВЛКСМ.
У 1954—1960 роках — завідувач відділу партійних органів Башкирського обласного комітету КПРС.
У 1960—1962 роках — аспірант Академії суспільних наук при ЦК КПРС.
У лютому 1962 — 8 січня 1986 року — голова Ради міністрів Башкирської АРСР.
З січня 1986 року — персональний пенсіонер у місті Уфі.
Помер 2 квітня 2000 року в місті Уфі. Похований на Мусульманському кладовищі.

## Нагороди
- два ордени Леніна (1971, 1984)
- орден Жовтневої Революції (1981)
- два ордени Трудового Червоного Прапора (1957, 1966)
- орден Дружби народів (1974)
- медалі